# Rosina Cox Boardman

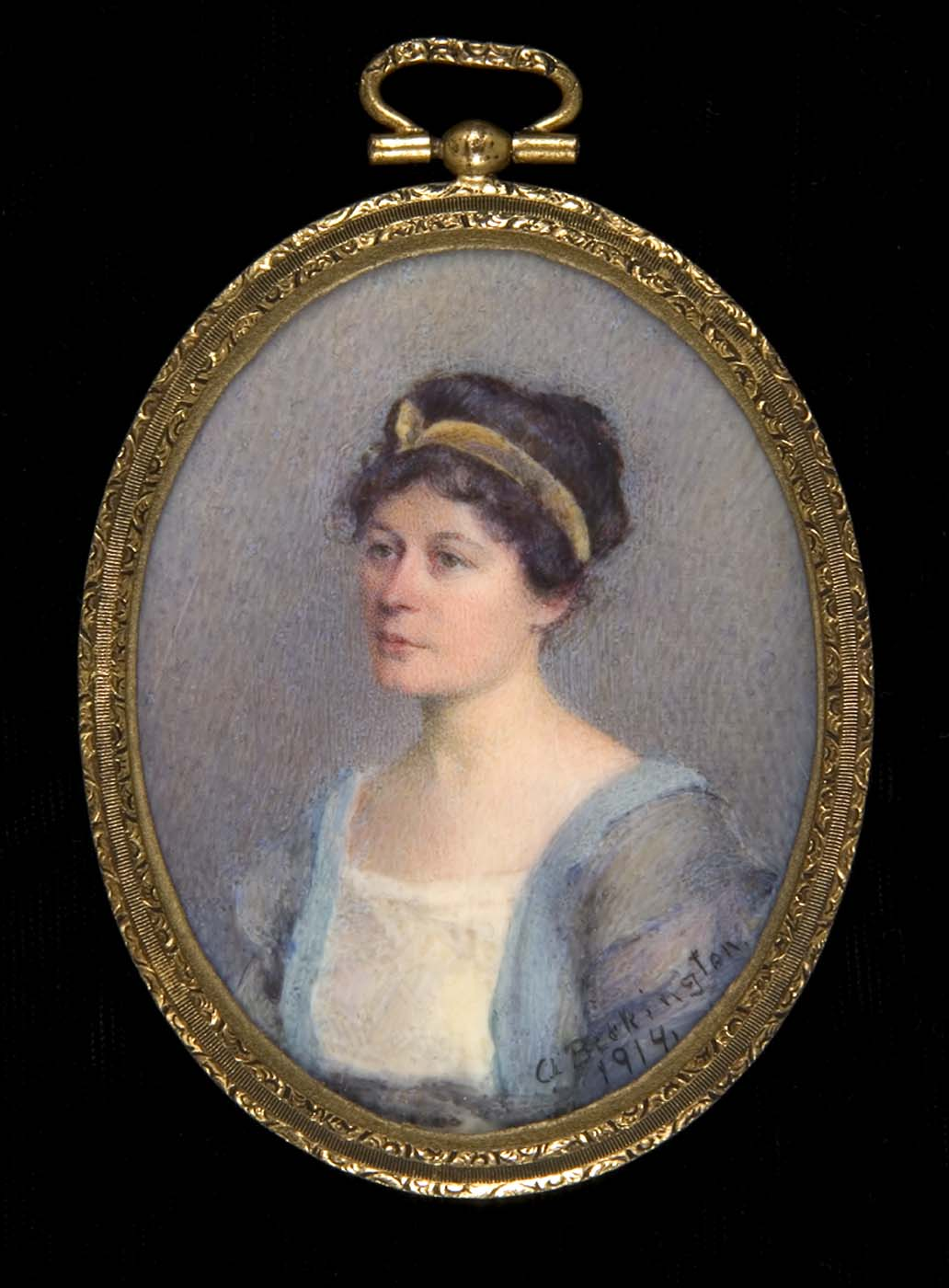
Rosina Cox Boardman porträtiert von Alice Beckington, 1914. Smithsonian American Art Museum

Rosina Cox Boardman (* 1878 in New York City; † 1970 in Huntington, New York) war eine US-amerikanische Malerin. Sie wurde vor allem für ihre Porträtminiaturen und botanischen Illustrationen bekannt.

## Leben
Rosina Cox Boardman wurde 1878 in New York City geboren. Sie entstammte prominenten New Yorker Familien, darunter den Livingstons und Schuylers. Ihre künstlerische Ausbildung erhielt sie an der Art Students League of New York, an der New York School of Applied Design sowie an der Chase School of Art. Zu ihren Lehrern gehörten George Bridgman, Frank Vincent DuMond und Alice Beckington. Bereits im Jahr 1912 erhielt sie eine lobende Erwähnung für eine Miniaturarbeit. Sie war langjähriges Mitglied der American Society of Miniature Painters und wurde innerhalb dieser 1930 und 1938 mit der von ihr gestifteten Levantia White Boardman Memorial Medal ausgezeichnet. Im Jahr 1933 wurde sie in der Zeitschrift Time als eine der besten Miniaturistinnen ihrer Zeit beschrieben. Kurz vor der Auflösung der Gesellschaft im Jahr 1965 vermittelte sie gemeinsam mit Alexandrina R. Harris die Übergabe von 22 Miniaturen an die Smithsonian Institution. Rosina Cox Boardman starb 1970 in Huntington, New York.

## Werk

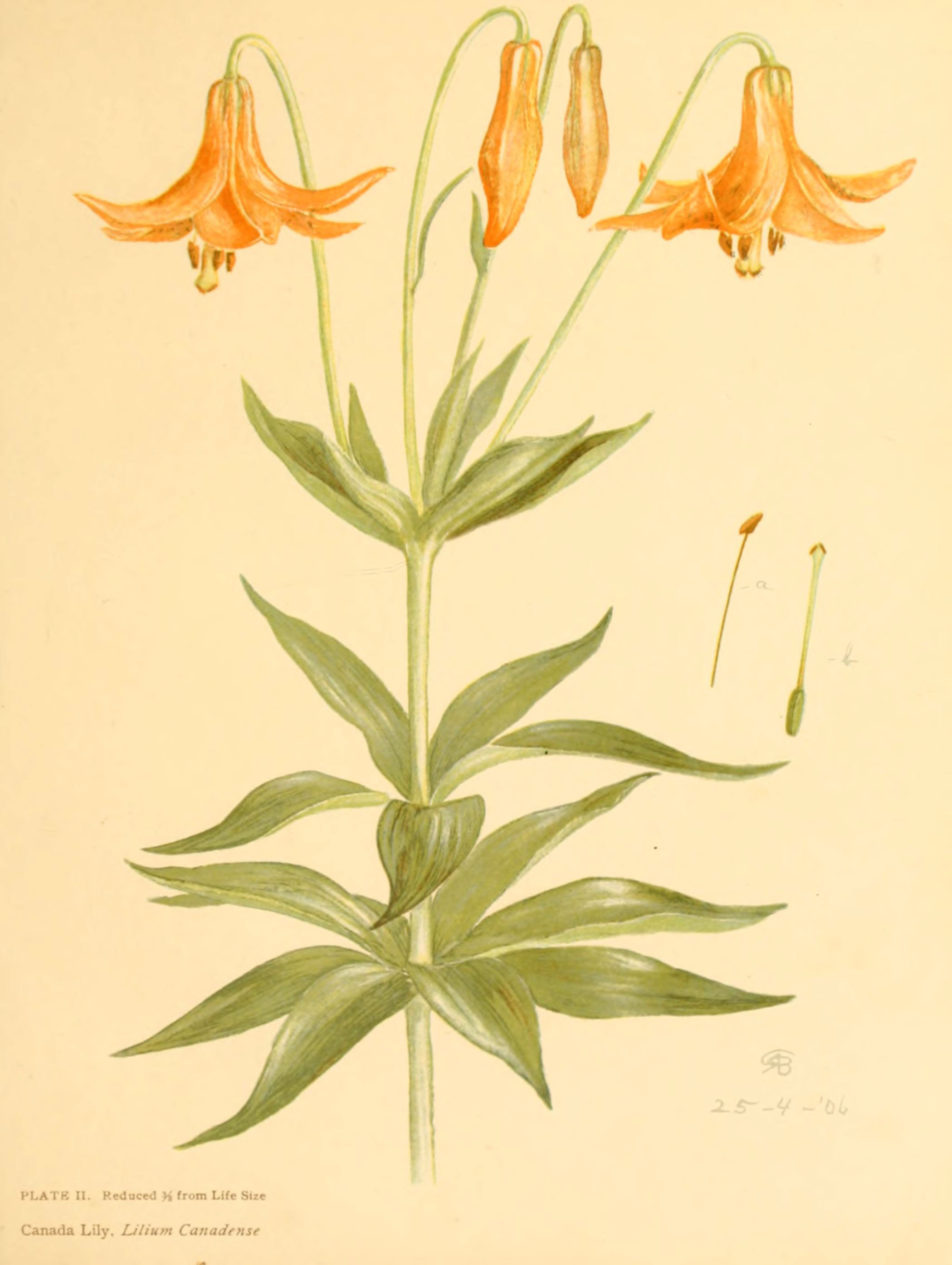
Lilies and orchids; a series of drawings in color of some of the more interesting and beautiful species of these families, together with descriptive text von Rosina C. Boardman

Rosina Cox Boardman spezialisierte sich auf Miniaturporträts, die sie zumeist in Aquarell auf Elfenbein oder dem synthetischen Trägermaterial Ivorine anfertigte. Ihre Arbeiten sind von großer Detailtreue, sanften Farbverläufen und präziser Linienführung geprägt. Der Einfluss ihrer Lehrerin Virginia Richmond Reynolds ist erkennbar. Sie kombinierte klassische Miniaturtechniken mit modernen Ausdrucksformen und thematischen Ansätzen. Zu ihren bekanntesten Werken zählen Mohawk Girl (um 1919), Woman in Spanish Costume (1918) und The Blue Frock (1928). Ihre Werke befinden sich in den Sammlungen des Worcester Art Museum, des Metropolitan Museum of Art, des Brooklyn Museums und der Yale University Art Gallery.